# Тимошенков, Юрий Сергеевич
Юрий Тимошенков (р. 11 мая 1965 г.) — российский сценарист, поэт и переводчик. Окончил Севастопольский приборостроительный институт, 1992. С 1995 по 2008 годы жил и работал в Москве. С 2008 года живёт в Таганроге.

## Биография
Юрий Сергеевич Тимошенков родился 11 мая 1965 года в Севастополе. В 1986—1988 годах был вместе с Игорем Сидом и Борисом Бабушкиным редактором крымского самиздатовского литературного журнала «Синтагма». В 1983—1988 годах был вместе с Андреем Поляковым и Игорем Сидом активным участником литературных семинаров, проводимых в Симферополе под руководством Александра Ткаченко, впоследствии директора Российского ПЕН-центра. В конце 80-х — начале 90-х опубликовал несколько художественных переводов, принимая участие в работе над альманахом фантастики «Z.E.T.» (1992), Днепропетровск—Севастополь под редакцией Сергея Бережного.
Поменял множество профессий, в разное время трудился импорт-менеджером, дизайнером, маркетологом, политтехнологом, преподавал разговорный английский. С 2005 года — профессиональный киносценарист.

### Сценарии
1. 2006 — Варенька
2. 2007 — Танцуй…
3. 2007 — Мужчина должен платить
4. 2007 — Смокинг по-рязански
5. 2008 — Как найти идеал
6. 2008 — Татьяна
7. 2008 — Выбор моей мамочки
8. 2010 — Когда зацветёт багульник
9. 2012 — Женькина боль

### Участие в сценариях
1. 2007 — Родные и близкие

## Призы и награды
- За короткометражный сценарий «Женькина боль» по мотивам рассказа Игоря Томилина:
  - Первый приз конкурса сценариев «Бумажный метр» в рамках Фестиваля студенческих фильмов «8 ½» (2008 г.)
- За фильм «Выбор моей мамочки»:
  - Второе место в конкурсе зрительских симпатий «ТВ-Шок» в рамках XVII Открытого фестиваля кино стран СНГ, Латвии, Литвы и Эстонии «Киношок» (2008 г.)